# Marc van den Tweel
Marc van den Tweel (Geleen, 1964) is een Nederlands bestuurder. Hij is sinds 2021 algemeen directeur van NOC*NSF.

## Biografie
Marc van den Tweel studeerde journalistiek aan de hogeschool in Kampen en nadien volgde hij studies corporate communicatie en bedrijfskunde. Na diverse functies vervuld te hebben - waaronder die van journalist bij Wegener dagbladen - ging hij in 1997 aan de slag als managementconsultant bij Twynstra Gudde. Daarna werd hij in 2000 hoofd marketing & communicatie bij het Wereld Natuur Fonds. Eerder werkte hij aldaar als communicatiespecialist. 
In 2003 volgde zijn benoeming tot directeur marketing. Daarna maakte hij de overstap naar het Ronald McDonald Kinderfonds. Van 2008 tot en met 2012 was hij daar algemeen directeur. In 2013 volgde zijn benoeming tot algemeen directeur bij Natuurmonumenten.
Op 1 oktober 2021 volgde Van den Tweel Gerard Dielessen op als directeur van de sportkoepel NOC*NSF.

## Ophef
In juli 2015 ontstond enige ophef in de media rondom Natuurmonumenten en Van den Tweel nadat een eenmalige eindejaarsgratificatie van €5.000 die aan hem was uitgekeerd, aanvankelijk niet vermeld stond in het jaarverslag over 2014. Enige tijd na die constatering publiceerde Natuurmonumenten alsnog het volledige verslag, waarin de uitgekeerde gratificatie wel was opgenomen. De Volkskrant vond het uitkeren van een gratificatie opmerkelijk, omdat het ledenaantal het jaar ervoor onder het bewind van Van den Tweel van 870 duizend met bijna 45 duizend was teruggelopen.
Het bestuur van Natuurmonumenten had besloten een gratificatie aan Van Tweel toe te kennen vanwege zijn grote inzet. Directeur natuurbeheer Teo Wams kreeg overigens ook een gratificatie.

## Lof
In oktober van 2015 publiceerde het dagblad Trouw de zevende editie van de Duurzame 100, waarin Van den Tweel nieuw binnenkwam op de 32e plaats. De motivering van het dagblad voor deze notering was dat "Van den Tweel van een institutionele subsidieorganisatie weer een ledenclub heeft gemaakt, die samen met het bedrijfsleven nieuwe natuur aanlegt én beheert".